# Rue du Général-Lambert
La rue du Général-Lambert est une rue du 7e arrondissement de Paris.

## Situation et accès

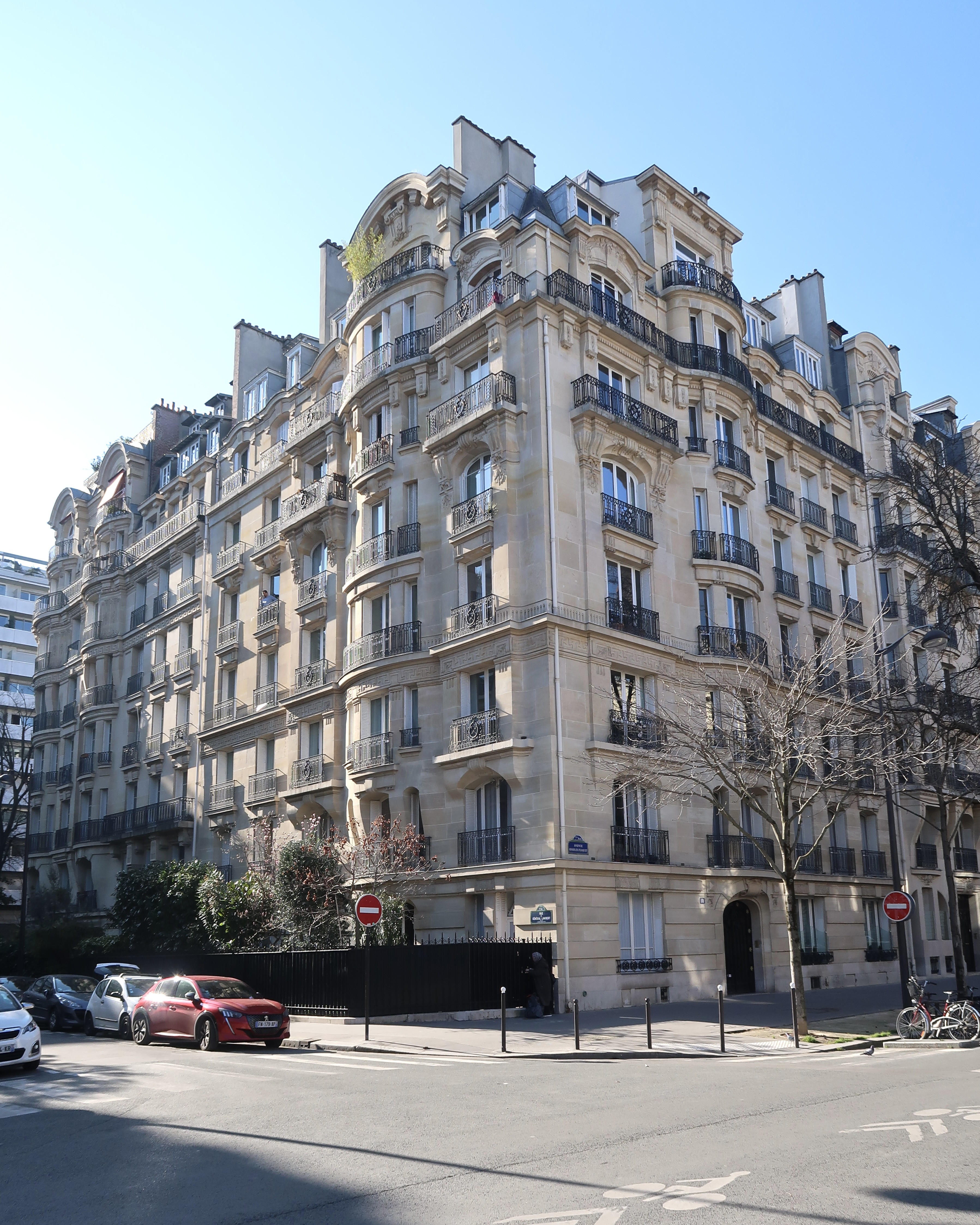
Au croisement avec l'avenue Charles-Floquet.

La rue du Général-Lambert est une voie publique qui commence avenue de Suffren et se termine allée Thomy-Thierry, voie du Champ-de-Mars. Elle croise l'avenue Charles-Floquet.

## Origine du nom
Elle porte le nom du général Arsène Lambert (1834-1901), qui s'illustra pendant la guerre de 1870 comme capitaine d'infanterie de marine, en défendant la maison des « Dernières Cartouches » durant la bataille de Bazeilles.

## Historique
Cette rue est ouverte en 1907 par la Ville de Paris sur les terrains détachés du Champ-de-Mars. Elle prend sa dénomination actuelle par un arrêté du 24 juin 1907 ; elle est classée dans la voirie parisienne par un décret du 4 février 1911.

## Bâtiments remarquables et lieux de mémoire

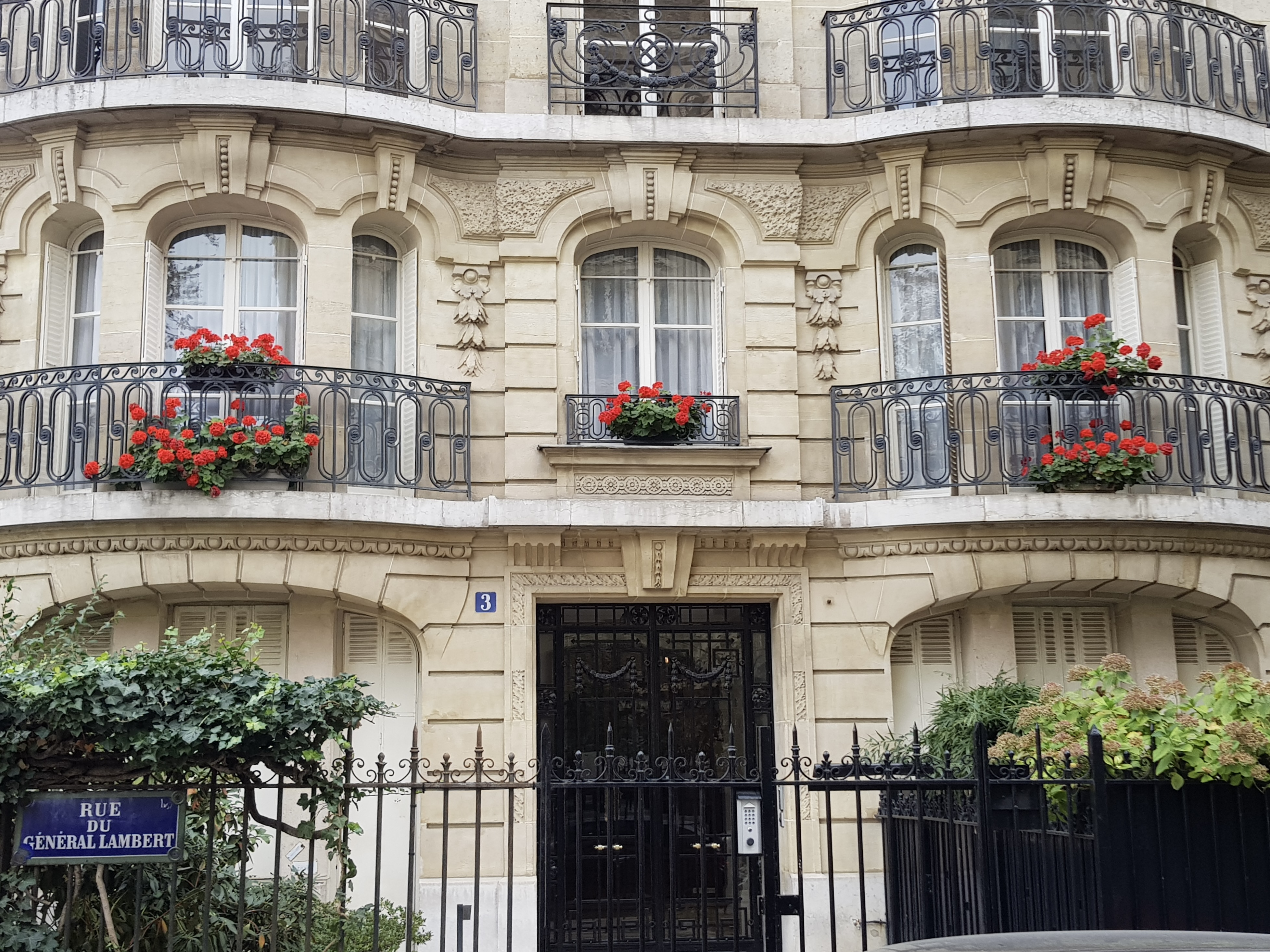
Immeuble du no 3.

- Champ-de-Mars.